# Takashi Tokita
Takashi Tokita (jap. 時田貴司 Tokita Takashi; ur. 24 stycznia 1965) – japoński twórca gier komputerowych. Aktualnie pracuje dla Square Enix.

## Lista gier
Tokita brał udział w tworzeniu następujących gier
- Rad Racer II (1990)
- Final Fantasy III (1990)
- Final Fantasy IV (1991)
- Live A Live (1994)
- Chrono Trigger (1995)
- Final Fantasy VII (1997)
- Parasite Eve (1998)
- Parasite Eve II (1999)
- Chocobo Racing (1999)
- The Bouncer (2000)
- Hanjuku Eiyuu Tai 3D (2003)
- Egg Monster Hero (2004)
- Hanjuku Eiyuu 4 (2005)
- Final Fantasy I & II: Dawn of Souls (2005)
- Final Fantasy IV Advance (2005)
- Musashi: Samurai Legend (2005)
- Final Fantasy IV (Nintendo DS, 2007)
- Final Fantasy IV the After: Tsuki no Kikan (2008)